# Legende sutrašnjice
DC's Legends of Tomorrow je američka serija čiji su autori Greg Berlanti, Marc Guggenheim i Andrew Kreisberg, koja se prikazuje na televizijskoj mreži The CW od 21. siječnja 2016. godine. Temeljena je na skupini likova iz DC Comicsa. Smještena je u Arrowers, spin-off serija Arrow i The Flash.
Serija prati događaje skupine likova koji se nazivaju Legende, a koji pokušavaju spasiti svijet putujući vremenom. Glavni glumci su Caity Lotz, Victor Garber, Brandon Routh, Franz Drameh, Ciara Renée, Falk Hentschel, Dominic Purcell, Wentworth Miller te Arthur Darvill.
Serija se prikazuje na televizijskoj mreži The CW. Serija je u siječnju 2017. godine obnovljena za treću sezonu. U Hrvatskoj na Doma TV serija se krenula prikazivat 5. veljače 2018. godine
U travnju 2022. serija je otkazana nakon sedam sezona.

## Popis sezona
Prve tri sezone prikazane su na Doma TV, dok su četvrta, peta, šesta i sedma sezona uključujući i specijal epizodu prikazane na Nova TV.
| Sezona | Sezona | Broj epizoda       | Emitiranje u SAD-u  | Emitiranje u SAD-u  | Emitiranje u Hrvatskoj | Emitiranje u Hrvatskoj |
| Sezona | Sezona | Broj epizoda       | Premijera sezone    | Finale sezone       | Premijera sezone       | Finale sezone          |
| ------ | ------ | ------------------ | ------------------- | ------------------- | ---------------------- | ---------------------- |
|        | 1.     | 16                 | 21. siječnja 2016.  | 19. svibnja 2016.   | 5. veljače 2018.       | 26. veljače 2018.      |
|        | 2.     | 17                 | 13. listopada 2016. | 4. travnja 2017.    | 27. veljače 2018.      | 21. ožujka 2018.       |
|        | 3.     | 18                 | 10. listopada 2017. | 9. travnja 2018.    | 23. veljače 2021.      | 7. ožujka 2021.        |
|        | 4.     | 16                 | 22. listopada 2018. | 20. svibnja 2019.   | 5. studenog 2021       | 16. studenoga 2021.    |
|        | 5.     | Special            | 14. siječnja 2020.  | 14. siječnja 2020.  | 17. studenoga 2021.    | 17. studenoga 2021.    |
| 14     | 5.     | 21. siječnja 2020. | 2. lipnja 2020.     | 18. studenoga 2021. | 29. studenoga 2021.    |                        |
|        | 6.     | 15                 | 2. svibnja 2021.    | 5. rujna 2021.      | 11. lipnja 2023.       | 9. srpnja 2023.        |
|        | 7.     | 13                 | 13. listopada 2021. | 2. ožujka 2022.     | 20. studenoga 2024.    | 29. studenoga 2024.    |

## Glumačka postava
- Victor Garber kao Martin Stein / Firestorm: Nuklearni fizičar u polju transmutacije; čini pola superheroja Firestorma, uz Jeffersona Jacksona. Graeme McComb glumi mladog Steina u 70-im, 80-im i 90-im godinama prošlog stoljeća.[3] Lik je prvi put predstavljen u seriji The Flash.
- Brandon Routh kao Ray Palmer / Atom: Znanstvenik, izumitelj, biznismen i bivši direktor Palmer Technologies-a. izumio je odjelo koje mu omogućava da se smanji.[4][5] Lik je prvi put predstavljen u seriji Arrow.
- Arthur Darvill kao Rip Hunter: pobunjeni putnik kroz vrijeme i vođa tima.[4][6] Cilj mu je pobijediti, svrgnuti s vlasti i ubiti Vandala Savagea kako bi spasio svijet i svoju obitelj. Aiden Longworth glumi mladoga Rip Huntera.[7] Tijekom druge sezone, Rip nestaje i prepušta svoj brod Waverider Legendama. Tijekom treće sezone osnivač je i vođa Vremenskog biroa.
- Caity Lotz kao Sara Lance / Bijeli Kanarinac: Osvetnica iz Star Cityja i bivša članica (League of Assassins) koja teško kontrolira bijes kao rezultat uskrsnuća u mističnoj Lazarovoj jami.[4][5][8] U drugoj sezoni, Sara postaje vođa Legendi i kapetanica Waveridera. Lik je djelomično baziran na Crnom kanarincu i prvi put je predstavljen u seriji Arrow.
- Franz Drameh kao Jefferson "Jax" Jackson / Firestorm: Bivši srednjoškolski atletičar koji zbog ozljede radi kao automehaničar.[4][9][10] Sačinjava polovicu superheroja Firestorma uz Martina Steina. Nakon što Stein umire, Jax se vraća u sadašnjost, jer više nije meta.[11] Prvi je puta predstavljen u seriji The Flash.

## Vanjske poveznice
- Službena stranica na cwtv.com (engl.)
- Službena stranica na warnerbros.com (engl.)
- Službena stranica na domatv (hrv.)
- Legends of Tomorrow u internetskoj bazi filmova IMDb-a (engl.)
- Legends of Tomorrow na facebook.com (engl.)